# Saint-Martin-des-Tilleuls
Saint-Martin-des-Tilleuls è un comune francese di 964 abitanti situato nel dipartimento della Vandea nella regione dei Paesi della Loira.

## Società

### Evoluzione demografica
Abitanti censiti